# 毕苏语
毕苏语又称米苏语、米毕苏语是居住于中国、泰国、老挝、缅甸四国边界地区的毕苏人的本民族语言。毕苏人分布于以上四国境内，据1998年的统计，人口接近一万人，其中约五千余人居住在中国云南省南部普洱市和西双版纳傣族自治州二辖区内，其余多分布在泰国北部的清莱府和帕耀府，另有少数分布于老挝与缅甸二国的边界地区。毕苏人自称（毕苏）、（米苏）、（米毕苏），其他民族赋予的他称有泰国境内的和以及中国境内的“老缅”和“老品”。日本学者西田龍雄先于1964—1965年间在泰国北部进行田野调查，经过语言比较研究确定毕苏语为独立语言，而后1980年代中国学者发现中国云南省境内也有分布，被称为“中国新发现语言”的一种。

## 分布
截至2010年代初期，语言学家仅对泰国和中国境内的毕苏语做过田野调查，而老挝和缅甸境内毕苏语使用的情况因没有相关调查，尚不明确。毕苏语分布于泰国北部的清莱府清莱市、嵋绥县和帕耀府盘县境内的毕苏人聚居的村庄。在中国，毕苏语分布于云南省南部普洱市澜沧拉祜族自治县的竹塘乡、拉巴乡、东朗乡和富邦乡、西盟佤族自治县的力锁乡、孟连傣族拉祜族佤族自治县的南雅乡、西双版纳傣族自治州勐海县的勐遮乡等地。毕苏人居住地分散，与周边其他大民族杂居，各地毕苏人基本没有交往。中国仅有勐海县内一个纯粹由毕苏人组成的村寨，泰国也很少有完全由毕苏人组成的村寨。勐海县内的毕苏人多与拉祜族杂居，澜沧、西盟、孟连三县的毕苏人多与傣族和哈尼族杂居。正因毕苏人的这种杂居的情况，促使多数毕苏人都兼通两个或两个以上的当地语言。如泰国的毕苏人多会北部泰语，中国的毕苏人多会拉祜语、傣语、哈尼语和汉语。而毕苏语仅在村寨、家庭内部的毕苏人之间交流使用。这种情况使得毕苏语的使用逐渐减少，许多青年毕苏人都放弃了毕苏语，转用北部泰语和拉祜语等当地主体民族的语言。

## 语言归属
毕苏语划属汉藏语系藏缅语群缅彝语支彝语支彝语南部亚语支毕索分支毕苏语组。毕索分支（毕苏语组）内另含有越南境内的贡语（cnc （页面存档备份，存于））、中国境内的桑孔语（sgk （页面存档备份，存于））、和老挝境内的普诺伊语（pho （页面存档备份，存于）、lbg （页面存档备份，存于））。毕索分支虽然常被归入彝语支，徐世璇认为它实际是同彝语支和缅语支关系复杂的一个间接语支。

## 方言土语
经过调查的泰国与中国境内的毕苏语可以根据语言特点划分为三种方言、五种土语：
- 淮帕方言
  - 淮冲铺土语（淮冲铺村话、道碑话）
  - 帕达恩土语（帕达恩村话）
- 达考方言（达考村话）
- 澜勐方言
  - 老缅土语（老缅话、老缅大寨话、老缅语）
  - 老品土语（老品话、老品寨话）

毕苏语各方言土语内部的语言特点保持高度一致。语法基本相同。基本词汇中相同词汇约占60%至75%。语音虽受到周边语言的影响，但语音转换方面按照比较严谨的语音对应规律。淮帕方言是泰国境内使用人口最多的一种毕苏语方言，下分淮冲铺土语和帕达恩土语。达考方言在泰国清莱府嵋绥县达考村使用，语音比较保守。澜勐方言在中国境内使用，也是毕苏语使用人口最多的方言，下分老缅土语和老品土语。

### 老缅语
老缅语、老缅话、老缅大寨话或老缅土语（lwm （页面存档备份，存于））是接近毕苏语的一种方言。使用于澜沧拉祜族自治县竹塘乡老缅大寨。《民族语》将其定为独立的语言。

## 语音
毕苏语共有声母30个，其中包括bʲ、pʲ、pʰʲ、mʲ、kʲ、kʰʲ6个腭化声母。韵母44个，其中单元音韵母有a、ɛ~e、i、ɿ、ɔ~o、u、ɤ、ɯ8个。塞音韵尾有-p、-t、-k三组，鼻音韵尾有-m、-n、-ŋ三组。

### 声调
毕苏语有低降、中平、高平三个基本声调，调值分别为31˧˩、33˧、55˥。另有低平、高升两个变调，不用于区别词义，调值约为22以及45~35之间。